# Меніск (анатомія)

Деякі типи розривів меніска колінного суглоба

Меніск — хрящева прокладка, що виконує роль амортизатора у суглобі, а також стабілізує колінний суглоб. При рухах у колінному суглобі меніски стискаються, їхня форма змінюється.
Існують два види менісків колінного суглоба:
- зовнішній (латеральний) більш рухливий, ніж внутрішній, тому його травматичні ушкодження трапляються не так часто.
- внутрішній (медіальний) менш рухливий і пов'язаний із внутрішньою бічною зв'язкою колінного суглоба, що часто викликає його спільне зі зв'язками пошкодження.

Попереду суглоба вони з'єднуються поперечною зв'язкою.

## Травматологія

### Травматологія
Легко ушкоджуються при невеликих бічних травмах ноги. Розриви менісків — найчастіша з травм колінного суглоба: до 75 % від всіх закритих ушкоджень. Частіше ця травма зустрічається в чоловіків. Ушкодження меніска — один з найпоширеніших видів спортивних травм. Виникають вони внаслідок непрямої травми, частіше у танцюристів і балерин у віці від 18 до 30 років.
Найчастіше для лікування захворювань меніска вдаються до хірургічного втручання.
Встановити діагноз відразу після травми складно. Проте ретельно зібрані анамнестичні дані, характерний механізм травми, блокада суглоба, що викликається утиском пошкодженого меніска між суглобовими поверхнями, зниження функції пошкодженої ноги допомагає поставити діагноз внутрішньосуглобового ушкодження. Іноді блокада зникає, як тільки хворий інстинктивно притискує долонею хворе місце (симптом «долоні»). Через 2-3-6 місяців після травми виявляється цілий ряд характерних симптомів, які дають можливість точно встановити діагноз наявного ушкодження.
Збоку від суглоба меніски зрощені з капсулою суглоба й мають кровопостачання від артерій капсули. Внутрішні частини знаходяться у глибині суглоба й власного кровопостачання не мають, а живлення їхніх тканин здійснюється за рахунок циркуляції внутрішньосуглобної рідини. Тому ушкоджені меніски поруч із капсулою суглоба зростаються добре, а розриви внутрішньої частини в глибині колінного суглоба не зростаються зовсім. Виникають ушкодження менісків при різких рухах гомілки з поворотом у колінному суглобі, але при фіксованій стопі. Рідше розриви менісків відбуваються при присіданні, при стрибках. Часто травма, яка привела до розриву меніска, може бути незначною.
У травматології розрізняють відрив менісків від місця прикріплення до капсули суглоба й розрив тіла меніска. При розриві меніска відірвана частина зберігає зв'язок з тілом меніска. Такий розрив називається розривом меніска типу «ручки лійки». Частіше виникають розриви менісків і комбіновані ушкодження.
Травматичні ушкодження менісків можуть поєднуватися також з іншими травмами структури колінного суглоба: бічних і хрестоподібних зв'язок, капсули суглоба. Відірвана частина меніска, пов'язана з тілом меніска може переміщатися в порожнині суглоба й защемлялися між суглобними поверхнями стегнової й великої гомілкової кістки. Виникає блокада суглоба, яка проявляється раптовим різким болем і обмеженням руху в суглобі. Особливо часто така блокада виникає при розриві внутрішнього меніска по типу «ручка лійки».

### Симптоми
Пацієнт скаржиться на сильні болі, порушення рухів у колінному суглобі. Іноді розрив меніска супроводжується кровотечею в колінний суглоб (гемартроз), але частіше виникає реактивне запалення внутрішньої оболонки суглоба — синовіт. Хворий утримує ногу в зігнутому стані, тому що біль підсилюється при розгинанні, особливо якщо відбулася блокада суглоба. При промацуванні виявляється біль у проєкції ушкодженого меніска, іноді промацується еластичний валик, який перекочується зовнішньою поверхнею суглобної щілини при розгинанні у суглобі. Цей симптом називається симптом клацання або перекату. При травматичних ушкодженнях менісків часто виникає блокада суглоба, пацієнта при цьому постійно турбують болі у суглобі, виникають затруднення при ходьбі.

### Діагностика
Для виключення ушкодження кісткових структур проводять рентгенівські знімки. Розриви меніска на знімках не видні, тому що меніски прозорі для рентгенівських променів. Повністю встановити діагноз допомагають рентгенівські знімки з контрастуванням суглоба, але є більше сучасні методи магнітно-резонансна томографія або ендоскопічна артроскопія (огляд внутрішньої поверхні суглоба за допомогою артроскопа). Першою допомогою є знеболювання, накладається шина і пацієнта транспортують до травматологічного стаціонару.

### Лікування ушкоджень меніска
В цей час[коли?] «золотим стандартом» при ушкодженні меніска є виконання артроскопії (огляд порожнини суглоба за допомогою спеціальної оптичної системи), під час якої, за можливісттю, виконується зшивання ушкодженого меніска. При неможливості зшивання, а також при локалізації ушкодження у безсуглобній частині, виконується часткове або повне видалення меніска. Видалення меніска (меніскектопія) вдається виконати при проведенні артроскопії, в інших випадках доводиться застосовувати артротомію (відкриту операцію).
Коли не має можливості проведення артроскопії проводиться пункція суглобу з введенням розчину новокаїну. Потім вправляють затиснутий меніск спеціальними прийомами в положенні пацієнта лежачи на ортопедичному столі. При цьому хірургом-травматологом виконуються рухи, зворотні рухам, які привели до появи травми. Коли меніск стає на своє місце, рухи в суглобі відновлюються. Після вправляння меніска на ушкоджену ногу накладають гіпсову пов'язку при зігнутому під певним кутом колінному суглобі.
Термін іммобілізації 3 тижні, після чого призначається фізіотерапія й лікувальна фізкультура. Якщо у пацієнта спостерігаються повторні блокади суглоба, такий стан називається застарілим ушкодженням меніска. При цьому звичайно виникає й запалення внутрішньої оболонки суглоба — синовіт, з'являється постійний біль у суглобі, який підсилюється при ходьбі, особливо при сходженні по сходам. Іноді з'являється т.зв.  «суглобна миша» (вільне тіло в порожнині суглоба, яке утвориться внаслідок відриву шматочка суглобного хряща, частини меніска, крайового остеофіта). Це приводить до частої блокади суглоба й «суглобну мишу» необхідно видалити хірургічним шляхом.
Після операції на ногу накладають тугу пов'язку або гіпсову лонгету. Важливою умовою видужання є раннє заняття лікувальною гімнастикою.